# خوارزمية متوازية
الخوارزمية المتوازية في عالم الحاسب الآلي نوع من الخوارزميات التي يمكن فيها تنفيذ أكثر من قطعة في وقت واحد أو تنفيذ قطعة منها على أكثر من وحدة معالجة على أن يتم في نهاية الحصول على النتيجة الصحيحة. وتقابل الخوارزمية المتوازية الخوارزمية التقليدية المتسلسلة حيث يتم تنفيذ التعليمات تباعا.
بعض الخوارزميات هي من السهل تقسيمها إلى أجزاء من هذا القبيل. على سبيل المثال، يمكن تقسيم العمل الساعي لتحديد الأعداد الأولية المحصور بين 1 و100000 واحد بتعيين مجموعات فرعية من الأعداد توزع على المعالجات المتوفرة، وبعد ذلك وضع قائمة من النتائج الإيجابية معا مرة أخرى.
ومن ناحية أخرى، معظم الخوارزميات المتاحة لحساب بي (π) لا يمكن تقسيمها بسهولة إلى أجزاء متوازية. لأنها تحتاج لنتائج خطوة سابقة للعمل على نحو فعال في الخطوة التالية. وهذه المشاكل تسمى مشاكل ذات طبيعة متسلسلة. الطرائق العددية التكرارية، مثل طريقة نيوتن، هي أيضا خوارزميات ذات طبيعة متسلسلة. بعض المشاكل من الصعب جدا التوازي فيها على الرغم من أنها متكررة recursive problems.
أصبحت الخوارزميات المتوازية ذات قيمة بسبب التحسينات الجوهرية في أنظمة المعالجة المتعددة وظهور المعالجات متعددة النوى. بشكل عام، من الأسهل بناء جهاز حاسوب بمعالج سريع واحد على حاسوب مع العديد من المعالجات البطيئة مع الإنتاجية نفسها. لكن زيادة سرعة المعالج تتم عن طريق تقليص حجم الدوائر في المقام الأول، والمعالجات الحديثة ترفع الحجم المادي وحدود الحرارة. هذه الحواجز المرتبطة قلبت المعادلة، مما يجعل المعالجة المتعددة عملية حتى بالنسبة للأنظمة الصغيرة.